# Kuala Sepetang
Kuala Sepetang (en chinois : 十八丁) est un village côtier de l’État de Perak en Malaisie. La ville a constitué un débouché pour l’étain de Taiping sous le nom de Port Weld (chinois : 砵威) d’après l’ancien gouverneur, Frederick Weld.